# Haplochromis spekii
Haplochromis spekii ist eine extrem seltene oder bereits ausgestorbene Fischart aus der Gattung Haplochromis innerhalb der Familie der Buntbarsche. Sie ist nach dem englischen Afrikaforscher John Hanning Speke benannt.

## Merkmale
Haplochromis spekii erreicht eine Kopf-Rumpf-Länge bis zu 220 mm. Die Körperhöhe beträgt bis zu 78 mm, die Kopflänge bis zu 82 mm, die Schnauzenlänge bis zu 32 mm und der Augendurchmesser 16,4 mm. Das Maul ist waagerecht oder etwas schräg. Der Unterkiefer steht etwas hervor. Auf dem ersten Kiemenbogen sich acht (selten neun) mehr oder weniger kräftige Kiemenblätter angeordnet. Die Flanken haben entlang des Seitenlinienorgans 30 bis 34 Kammschuppen. Es gibt 24 bis 26 Dorsalstrahlen und 11 bis 13 Analstrahlen.
Die Färbung ist nur von in Alkohol konservierten Exemplaren bekannt. Bei den erwachsenen, sexuell aktiven Männchen ist die Grundfärbung allgemein braun, einschließlich des gesamten Kopfes, beider Kiefer und der Kiemenhaut. Ein undeutlicher Mittellateralstreifen verläuft hinter dem Kiemendeckel bis zum Anfang des Schwanzflossenstiels. Die Rückenflosse ist an der basalen Hälfte schwärzlich und an der weichen distalen Hälfte durchsichtig mit dunklen Flecken und Tupfen. Die Schwanzflosse ist am distalen Drittel gelblich und sonst schwärzlich. Die Analflosse ist leicht schwärzlich. Vier bis fünf mäßig große neutralweiße Eiflecke sind gewöhnlich in zwei Reihen oder in einer unregelmäßigen Reihe angeordnet. Die Bauchflossen sind schwärzlich.
Bei den erwachsenen, sexuell inaktiven Männchen ist die Grundfärbung unterschiedlich, jedoch immer heller als bei den sexuell aktiven Fischen. Die Schnauze und die Kiefer sind dunkler als die Flanken, deren Färbung von schwärzlich bis hell goldbraun variiert. Die Kiemenhaut ist schwärzlich, aber manchmal nur im Bereich oberhalb des Kiemendeckels. Die Rückenflosse ist dunkel, die Hautlappen schwarz und der weiche Teil häufig mit eng stehenden dunklen Flecken oder Tupfen bedeckt. Die Färbung der Analflosse variiert von schwärzlich bis gelblich. Zwei bis fünf weißlich-graue Ocellen sind wie bei den sexuell aktiven Männchen in zwei Reihen oder einer unregelmäßigen Reihe angeordnet. Die Bauchflossen sind gewöhnlich dunkel, aber mit einer unterschiedlichen Intensität.
Die erwachsenen und juvenilen Weibchen sind an der Oberseite, am Kopf und an der Schnauze bräunlich. An den hinteren Flanken, am Bauch, an der Brust und am Kiemendeckel geht die Färbung in ein silbrigbraun oder gräulich-silber über. Die Kiemenhaut ist gräulich. Ein schwaches Mittellateralband von variabler Tiefe und einer unregelmäßigen Kontur verläuft von hinter dem Kiemendeckel bis zur Schwanzflossenbasis. Ein undeutlicher Längsstreifen verläuft etwas oberhalb der oberen Flankenlinie. Alle Flossen sind bräunlich-gelb; die weichen Rückenflossen weisen eine dunkle Fleckung auf. Die Schwanzflosse ist an ihren proximalen zwei Dritteln bräunlich.
Die immaturen Männchen sind ähnlich den Weibchen gefärbt. Bei ihnen sind Längsstreifen mehr ausgeprägt. Manche Exemplare weisen schwache Spuren von vier bis fünf Vertikalbändern auf, die die Längsstreifen auf den Flanken kreuzen. Die Bauchflossen sind schwach rußfarben.

## Vorkommen
Haplochromis spekii ist oder war in folgenden Bereichen im oder in den Nachbargewässern des Viktoriasees verbreitet: Auf ugandischer Seite bei Bunjako, im Viktoria-Nil, im Napoleon-Golf nahe Jinja, im Buvuma-Channel bei Nasu Point, an der Südspitze von Ramafuta Island, bei Karenia nahe Jinja, in der Pilkington Bay, in der Thruston Bay und in der Buka Bay. Auf kenianischer Seite am Kavirondo-Golf bei Kisumu, in der Naia Bay, bei Sagorony und in der Ulambwi Bay sowie auf der tansanischen Seite des Viktoriasees bei Majita, zwischen Ghogorogo und dem Isanga River, im Speke-Golf und in der Capri Bay bei Mwanza.

## Lebensraum und Lebensweise
Haplochromis spekii lebt in den unteren Wasserschichten und kommt sowohl über Hartsubstraten (Felsen) als auch über Weichböden vor. Die meisten Exemplare wurden in Schutzbereichen mit Wassertiefen zwischen drei und neun Metern gefangen. Die Nahrung besteht aus Fischen, einschließlich kleineren Haplochromis-Arten, Cichliden und Cypriniden sowie Fischlarven.

## Status
Haplochromis spekii wurde zuletzt 1967 im Viktoriasee und 1992 zuletzt im Mwanza-Golf und im Speke-Golf nachgewiesen. 1996 wurde die Art von der IUCN in der Kategorie „ausgestorben“ klassifiziert. 2006 wurde dieser Status in „vom Aussterben bedroht“ geändert, da noch nicht alle Bereiche des ehemaligen Verbreitungsgebiets hinreichend abgesucht wurden. Die Gründe für das Verschwinden der Art sind die Nachstellung durch den Nilbarsch (Lates niloticus), Überfischung, Sedimentation und Eutrophierung.